# Кривий Олександр Васильович
Олександр Васильович Кривий (12 лютого 1949, Томськ — 2003) — український художник. Працював у жанрах монументальної та станкової скульптури.

## Біографічна довідка
У 1975 році закінчив художньо-графічний факультет Омського педагогічного інституту імені М. Горького.
Працював в Омську різьбярем художньо-виробничих майстерень, а також художником-реставратором музею образотворчого мисттецтва. З 1978 року – у Вінниці. Спочатку викладав гурток «Юний художник» при Палаці піонерів. З 1982 року до кінця 1990-х років працював на виробничо-художньому комбінаті. 
Член Вінницької обласної організації Національної спілки художників України з 1987 року.
Учасник низки обласних, всеукраїнських та всесоюзних мистецьких виставок. Створював портрети і тематичні композиції, використовуючи гіпс та дерево.

## Основні твори
- «Андрюша» (1981)
- «Сашко-футболіст» (1982)
- «Художниця» (1982)
- «Полковник І. Немець» (1983)
- «А. Шульга» (1984)
- «Н. Піросмані» (1986)
- «Пам'яті В. Попкова» (1986)
- «Мистецтвознавець Н. Іванець» (1986)
- «Нескорений» (1986)
- «Джерело» (1987)
- «Скульптор на пленері» (1987)
- меморіальна дошка С. Дудковському у Вінниці (1990-ті)